# Neolarra penicula
Neolarra penicula är en biart som beskrevs av Shanks 1978. Neolarra penicula ingår i släktet Neolarra och familjen långtungebin. Inga underarter finns listade i Catalogue of Life.